# 朴东生
朴东生（1934年—2017年1月22日），男，辽宁沈阳人，中国民乐指挥家、作曲家、理论家、教育家、音乐活动家，曾任中国音像协会驻会副会长兼秘书长，中国民族管弦乐学会会长。